# رانبنورو
رانبنورو (به انگلیسی: Ranebennuru) یک منطقهٔ مسکونی در هند است که در بخش هاوری واقع شده‌است. رانبنورو ۴۲٫۳۲ کیلومتر مربع مساحت و ۱۰۶٬۳۶۵ نفر جمعیت دارد و ۶۰۴ متر بالاتر از سطح دریا واقع شده‌است.